# زوجتي من الهيبز (فلم)
زوجتي من الهيبز هو فيلم سينمائي سوري من بطولة دريد لحام، و نهاد قلعي، وهويدا، وتدور أحداث الفيلم حول حقبة من الزمن انتشرت فيها ظاهرة الهيبز. الفيلم تدور أحداثه في اطار كوميدي الفيلم. من إنتاج سنة 1973.

## قصة الفيلم
شاب فقير يطلب من صديق له أن يقيم عنده لأنه لايجد مسكنًا، ويتعرف إلى مجموعة من الهيبز، ويقع في حب فتاة منهم ويتزوجها، ولا يجد مكان يقيم فيه هو وزوجته إلا بمنزل صديقه الذي يكره هؤلاء الأشخاص ومن ضمنهم زوجته، فيحاول تدبير المقالب للخلاص منهما، وتقع العديد من المفارقات الكوميدية

## طاقم العمل[1]
- دريد لحام
- نهاد قلعي
- أماليا أبي صالح
- شفيق حسن
- ماجد أفيوني
- هند طاهر
- أحمد خليفة
- إلياس رزق